# مشكلة ثلاثية (فلم 1918)
مشكلة ثلاثية (بالإنجليزية: Triple Trouble)، يعرف أيضا باسم (كوارث تشارلي)، وهو فيلم كوميدي أمريكي صامت من عام 1918 بطولة تشارلي تشابلن وإدنا بيرفيانس تم إنتاجه في استوديوهات إساناي.

## طاقم التمثيل
- تشارلي تشابلن - البواب
- إدنا بيرفيانس - خادمة
- ليو وايت - الكونت
- بيلي ارمسترونغ - طباخ وسارق محافظ
- جيمس كيلي - مغني سكران
- بود جاميسون - صعلوك
- ويسلي روجلز - محتال
- ألبرت أوستن - رجل
- سنوب بولارد - صعلوك الفندق الرديء (غير معتمد)

## وصلات خارجية
- مقالات تستعمل روابط فنية بلا صلة مع ويكي بيانات
- Triple Trouble على يوتيوب
- مشكلة ثلاثية متوفر للتحميل المجاني على أرشيف الإنترنت
- Progressive Silent Film List entry on Triple Trouble